# 弗罗贝尼乌斯代数
表示论和模理论中，弗罗贝尼乌斯代数是一种有限维酉结合代数，具有特殊的双线性形式，赋予了代数以良好的对偶理论。1930年代，理查德·布饶尔和Cecil J. Nesbitt开始研究弗罗贝尼乌斯代数，以费迪南德·格奥尔格·弗罗贝尼乌斯命名。中山正发现了丰富的对偶理论的雏形(Nakayama 1939)、(Nakayama 1941)。让·迪厄多内利用利用这一点描述了弗罗贝尼乌斯代数(Dieudonné 1958)。弗罗贝尼乌斯代数被推广到准弗罗贝尼乌斯环，即正则表示右式为内射模的诺特环。近来，由于与拓扑量子场论的联系，人们对弗罗贝尼乌斯代数重新产生了兴趣。

## 定义
定义在域k上的有限维酉结合代数A若有非退化双线性形式σ : A × A → k，满足方程σ(a·b, c) = σ(a, b·c)，则称作弗罗贝尼乌斯代数。这一双线性形式被称作代数的弗罗贝尼乌斯形式。
等价地，我们可以给A加上线性泛函λ : A → k，使λ的核不包含A的非零左理想。
若σ是对称双线性形式，或等价地，λ满足λ(a·b) = λ(b·a)，则称弗罗贝尼乌斯代数对称。
向量空间中有另一个基本不相关的对称代数概念。

## 中山自同态
对于配备上述σ的弗罗贝尼乌斯代数A，A的自同态ν，使σ(a, b) = σ(ν(b), a)是与A、σ相关的中山自同态。

## 例子
1. 任何定义在域k上的矩阵代数都是弗罗贝尼乌斯代数。其弗罗贝尼乌斯形式为{\displaystyle \sigma (a,\ b)={\rm {tr}}(a\cdot b)}，其中tr表示迹。
2. 任意有限维酉结合代数A都与其自同态环{\displaystyle {\rm {End}}(A)}自然同态。在前例的意义上，可在A上定义一个非退化双线性形式，就使得A具有弗罗贝尼乌斯代数的结构。

1. 域k上有限群G的群环k[G]都是对称弗罗贝尼乌斯代数，弗罗贝尼乌斯形式σ(a,b)由a·b中单位元的系数给出。
2. 对于域k，四维k代数{\displaystyle k[x,\ y]/(x^{2},\ y^{2})}是弗罗贝尼乌斯代数。这可以从下面的交换局部弗罗贝尼乌斯环的特征得出，因为它是局部环，最大理想由x、y生成，唯一的最小理想由xy生成。
3. 对于域k，三维k代数{\displaystyle A=k[x,\ y]/(x,\ y)^{2}}不是弗罗贝尼乌斯代数。由x ↦ y 引导的xA到A的同态不能扩展为A到A的同态，表明此环不是自内射的，因此也不是弗罗贝尼乌斯代数。
4. 任意有限维霍普夫代数都是弗罗贝尼乌斯代数，据Larson-Sweedler (1969)关于霍普夫模和积分的定理。

## 性质
- 弗罗贝尼乌斯代数的直积及张量积都是弗罗贝尼乌斯代数。
- 域上的有限维交换局部代数是弗罗贝尼乌斯代数，当且仅当其右正则模是内射的，当且仅当其极小理想唯一。
- 交换局部弗罗贝尼乌斯代数正是包含其剩余域并在其上有限维的零维局部葛仑斯坦环。
- 弗罗贝尼乌斯代数是准弗罗贝尼乌斯环，特别是，它们是左右阿廷环、是左右自内射环。
- 对于域k，当且仅当内射的右A模{\displaystyle {\rm {Hom}}_{k}(A,\ k)}与A的右正则表达同构时，一个有限维酉结合代数才是弗罗贝尼乌斯代数。
- 对于无限域k，若有限维酉结合k代数只有有限多个极小右理想，则它是弗罗贝尼乌斯代数。
- 若F是k的有限维扩张，则有限维F代数通过标量的限制，自然就是有限维k代数，且只有当它是弗罗贝尼乌斯F代数时，它才是弗罗贝尼乌斯k代数。即，只要代数是有限维，弗罗贝尼乌斯性就与域无关。
- 同样，若F是k的有限维扩张，则k代数A都会自然产生F代数{\displaystyle F\otimes _{k}A}，其中A是弗罗贝尼乌斯k代数，当且仅当{\displaystyle F\otimes _{k}A}是弗罗贝尼乌斯F代数。
- 在右正则表达为内射的有限维酉结合代数中，弗罗贝尼乌斯代数A是单模M与其A对偶{\displaystyle {\rm {Hom}}_{A}(M,\ A)}同维度的代数。其中，单模的A对偶总是单的。
- 有限维双弗罗贝尼乌斯代数或严格双弗罗贝尼乌斯代数是k向量空间A，其有两个乘法结构，即酉弗罗贝尼乌斯代数(A, • , 1)和(A, {\displaystyle \star } , {\displaystyle \iota })：必须有A到k的乘法同态{\displaystyle \phi }、{\displaystyle \varepsilon }，使{\displaystyle \phi (a\cdot b)}、{\displaystyle \varepsilon (a\star b)}非退化，且A到自身的的k同构S对这两种结构都是反自同构，于是{\displaystyle \phi (a\cdot b)=\varepsilon (S(a)\star b).}当A是k上的有限维霍普夫代数且S是其对径（antipode）。有限群的群代数给出了一个例子。[1][2][3][4]

## 范畴论定义
范畴论中，弗罗贝尼乌斯对象是在范畴中对弗罗贝尼乌斯代数的抽象定义。幺半范畴{\displaystyle (C,\otimes ,I)}中的弗罗贝尼乌斯对象{\displaystyle (A,\mu ,\eta ,\delta ,\varepsilon )}由C的对象A和4个态射组成：
{\displaystyle \mu :A\otimes A\to A,\qquad \eta :I\to A,\qquad \delta :A\to A\otimes A\qquad \mathrm {and} \qquad \varepsilon :A\to I}
使
- {\displaystyle (A,\mu ,\eta )\,}是C中的幺半对象；
- {\displaystyle (A,\delta ,\varepsilon )}是C中的余幺半对象；
- 图

、
可交换（简单起见，此处给出的图是严格幺半范畴C），称作弗罗贝尼乌斯条件。
更简洁地说，C中的弗罗贝尼乌斯代数是所谓弗罗贝尼乌斯幺半函子A：1 → C，其中1是由一个对象和一个态射组成的范畴。
若{\displaystyle \mu \circ \delta =\mathrm {Id} _{A}}，称弗罗贝尼乌斯代数等距或特殊。

## 应用
弗罗贝尼乌斯代数最初来自有限群表示论研究，并对数论、代数几何和组合数学的研究做出了贡献。它们还被用来研究霍普夫代数、编码理论和紧有向流形的上同调环。

### 拓扑量子场论

弗罗贝尼乌斯代数上的积和余积可解释为(1+1)维拓扑量子场论，应用于裤面。

最近有人发现，它们在拓扑量子场论的代数处理和公理基础中发挥着重要作用。交换弗罗贝尼乌斯代数唯一确定了（同构意义上）(1+1)维拓扑量子场论。更准确地说，交换弗罗贝尼乌斯{\displaystyle K}代数范畴等价于从{\displaystyle 2-{\textbf {Cob}}}（1维流形间的2维配边的范畴）到{\displaystyle {\textbf {Vect}}_{K}}（{\displaystyle K}上的向量空间的范畴）的对称强幺半函子范畴。
拓扑量子场论和弗罗贝尼乌斯代数之间的对应如下：
- 1维流形是圆的不交并：拓扑量子场论将向量空间与圆联系起来，将向量空间的张量积与圆的不交并联系起来；
- 拓扑量子场论将流形间的每个配边与向量空间之间的映射联系起来（函子式地）；
- 与裤面（1个圆和2个圆之间的配边）相关联的映射给出了积射{\displaystyle V\otimes V\to V}或余积射{\displaystyle V\to V\otimes V}，取决于边界成分的分组方式是交换还是余交换；
- 根据边界分组方式的不同，与圆盘相关联的映射给出了余单位（迹）或单位（标量）。

弗罗贝尼乌斯代数及(1+1)维拓扑量子场论的这种关系可用来解释科瓦诺夫对琼斯多项式的分类。

## 推广

### 弗罗贝尼乌斯扩张
令B为与酉结合环A有同样单位元的子环。这也称作环扩张A | B，满足以下条件的环扩张称作弗罗贝尼乌斯扩张：
- {\displaystyle \forall b,\ c\in B,\ a\in A}，有线性映射{\displaystyle E:\ A\to B}满足双模条件{\displaystyle E(bac)=bE(a)c}。
- {\displaystyle \{x_{i}\}_{i=1}^{n},\ \{y_{i}\}_{i=1}^{n}\in A}，使得对{\displaystyle \forall a\in A}都有：

{\displaystyle \sum _{i=1}^{n}E(ax_{i})y_{i}=a=\sum _{i=1}^{n}x_{i}E(y_{i}a)}
映射E也称作弗罗贝尼乌斯同态，元素{\displaystyle x_{i},y_{i}}称作对偶基。（可给出弗罗贝尼乌斯扩张的等价定义：B-B双模范畴中的弗罗贝尼乌斯代数-共代数对象，刚才的等式变成了余单位E的余单位方程。）
例如，交换环K上的弗罗贝尼乌斯代数A，配备结合非退化双线性形式(-,-)与射影K基{\displaystyle x_{i},y_{i}}，则称为弗罗贝尼乌斯扩展A | K，其中E(a) = (a,1)。例子还有：与有限指数子群相联系的群代数对、半单霍普夫代数的霍普夫子代数、伽罗瓦扩张和某些有限指数的冯·诺依曼代数子因子。弗罗贝尼乌斯扩张（及扭曲版本）的另一个来源是弗罗贝尼乌斯代数的某些子代数对，当中的子代数通过上代数（overalgebra）的对称自同构得到稳定。
群环例子的细节是以下群论基本概念的应用。令G为群，H为当中有限指数n的子群；设{\displaystyle g_{1},\ \ldots ,\ g_{n}}为左陪集表示，于是G是陪集{\displaystyle g_{1}H,\ \ldots ,\ g_{n}H}的不交并。在任意交换基环k上定义群代数{\displaystyle A=k[G],\ B=k[H]}，于是B是A的子代数。通过使{\displaystyle \forall h\in H,\ E(h)=h;\ g\notin H,\ E(g)=0}，定义弗罗贝尼乌斯同态{\displaystyle E:\ A\to B}：这就从基群元素线性扩展到了A的所有元素，从而得到B-B双模射影
{\displaystyle E\left(\sum _{g\in G}n_{g}g\right)=\sum _{h\in H}n_{h}h\ \ \ {\text{ for }}n_{g}\in k}
（正交归一性条件{\displaystyle E(g_{i}^{-1}g_{j})=\delta _{ij}1}由此得出。）对偶基由{\displaystyle x_{i}=g_{i},y_{i}=g_{i}^{-1}}给出，因为
{\displaystyle \sum _{i=1}^{n}g_{i}E\left(g_{i}^{-1}\sum _{g\in G}n_{g}g\right)=\sum _{i}\sum _{h\in H}n_{g_{i}h}g_{i}h=\sum _{g\in G}n_{g}g}
另一个对偶基方程可通过观察得出，即G也是右陪集{\displaystyle Hg_{1}^{-1},\ldots ,Hg_{n}^{-1}}的不交并。
另外，根据Kreimer & Takeuchi (1989)的定理，霍普夫-伽罗瓦扩张也是弗罗贝尼乌斯扩张。简单例子是有限群G通过自同构作用于具有不变子代数的代数A：
{\displaystyle B=\{x\in A\mid \forall g\in G,g(x)=x\}.}
根据DeMeyer准则，A是B上的G伽罗瓦，若A中有元素{\displaystyle \{a_{i}\}_{i=1}^{n},\{b_{i}\}_{i=1}^{n}}满足：
{\displaystyle \forall g\in G:\ \ \sum _{i=1}^{n}a_{i}g(b_{i})=\delta _{g,1_{G}}1_{A}}
因此
{\displaystyle \forall g\in G:\ \ \sum _{i=1}^{n}g(a_{i})b_{i}=\delta _{g,1_{G}}1_{A}.}
那么A是B的弗罗贝尼乌斯扩张，{\displaystyle E:\ A\to B}定义为
{\displaystyle E(a)=\sum _{g\in G}g(a)}
其满足
{\displaystyle \forall x\in A:\ \ \sum _{i=1}^{n}E(xa_{i})b_{i}=x=\sum _{i=1}^{n}a_{i}E(b_{i}x).}
（此外，可分代数扩张的例子：{\textstyle e=\sum _{i=1}^{n}a_{i}\otimes _{B}b_{i}}是可分性元，满足{\displaystyle \forall a\in A,\ ea=ae;\ '\sum _{i=1}^{n}a_{i}b_{i}=1}。也是深度二子环（A中的B）的例子，因为
{\displaystyle a\otimes _{B}1=\sum _{g\in G}t_{g}g(a)}
其中
{\displaystyle t_{g}=\sum _{i=1}^{n}a_{i}\otimes _{B}g(b_{i})}
{\displaystyle \forall g\in G,\ \forall a\in A.}
1950到60年代，Kasch & Pareigis、Nakayama & Tzuzuku等人开发了完备的弗罗贝尼乌斯扩张的诱导表示理论。例如，对每个B模M，诱导模{\displaystyle A\otimes _{B}M}（若M是左模）与余诱导模{\displaystyle {\rm {Hom}}_{B}(A,\ M)}作为A模自然同构。Kasch (1960)的自同态环定理指出，若A | B是弗罗贝尼乌斯扩张，则{\displaystyle A\to {\rm {End}}(A_{B})}也是弗罗贝尼乌斯扩张，其中映射由a ↦ λa(x)和{\displaystyle \forall a,\ x\in A,\ \lambda _{a}(x)=ax}给出。Mueller、Morita、Onodera等人又研究了自同态环定理和逆反。

### 弗罗贝尼乌斯伴随
如上段暗示的，弗罗贝尼乌斯扩张有等价的范畴化表述。
即，给定环扩张{\displaystyle S\subset R}，从左S模范畴到左R模范畴的诱导函子{\displaystyle R\otimes _{S}-\colon {\text{Mod}}(S)\to {\text{Mod}}(R)}有左右伴随，分别称作余限制与限制。。
当且仅当左右伴随自然同构时，该环扩张才称作“弗罗贝尼乌斯扩张”。
这就导致了对普通范畴论的明显抽象：伴随{\displaystyle F\dashv G}若也有{\displaystyle G\dashv F}，则称作弗罗贝尼乌斯伴随。
若函子F是弗罗贝尼乌斯伴随的一部分，即有同构的左右伴随，则是弗罗贝尼乌斯函子。